# لاسکی (شهرستان وارساف وست)
لاسکی (به لاتین: Laski) یک روستا در لهستان است که در گمینا ایزابلین واقع شده‌است. لاسکی ۲٬۱۰۰ نفر جمعیت دارد.